# Йонгван (станция метро)
«Ёнгван» (корейск. 영광 — Слава) — станция Пхеньянского метрополитена. Расположена на линии Чхоллима между станциями «Понхва» и «Пухын».
Название станции связано с тематикой северокорейской революции.
Открыта 10 апреля 1987 года в составе участка «Понхва» — «Пухын».

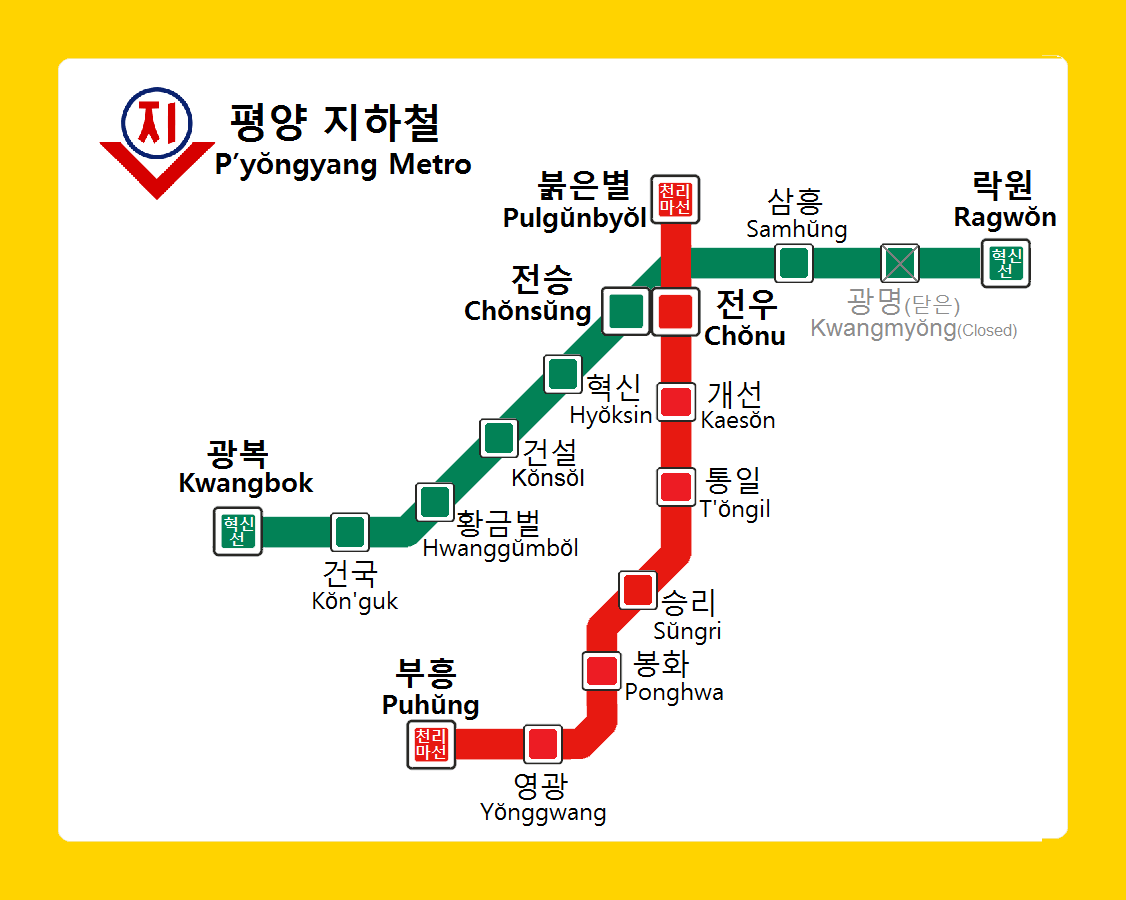
Метро

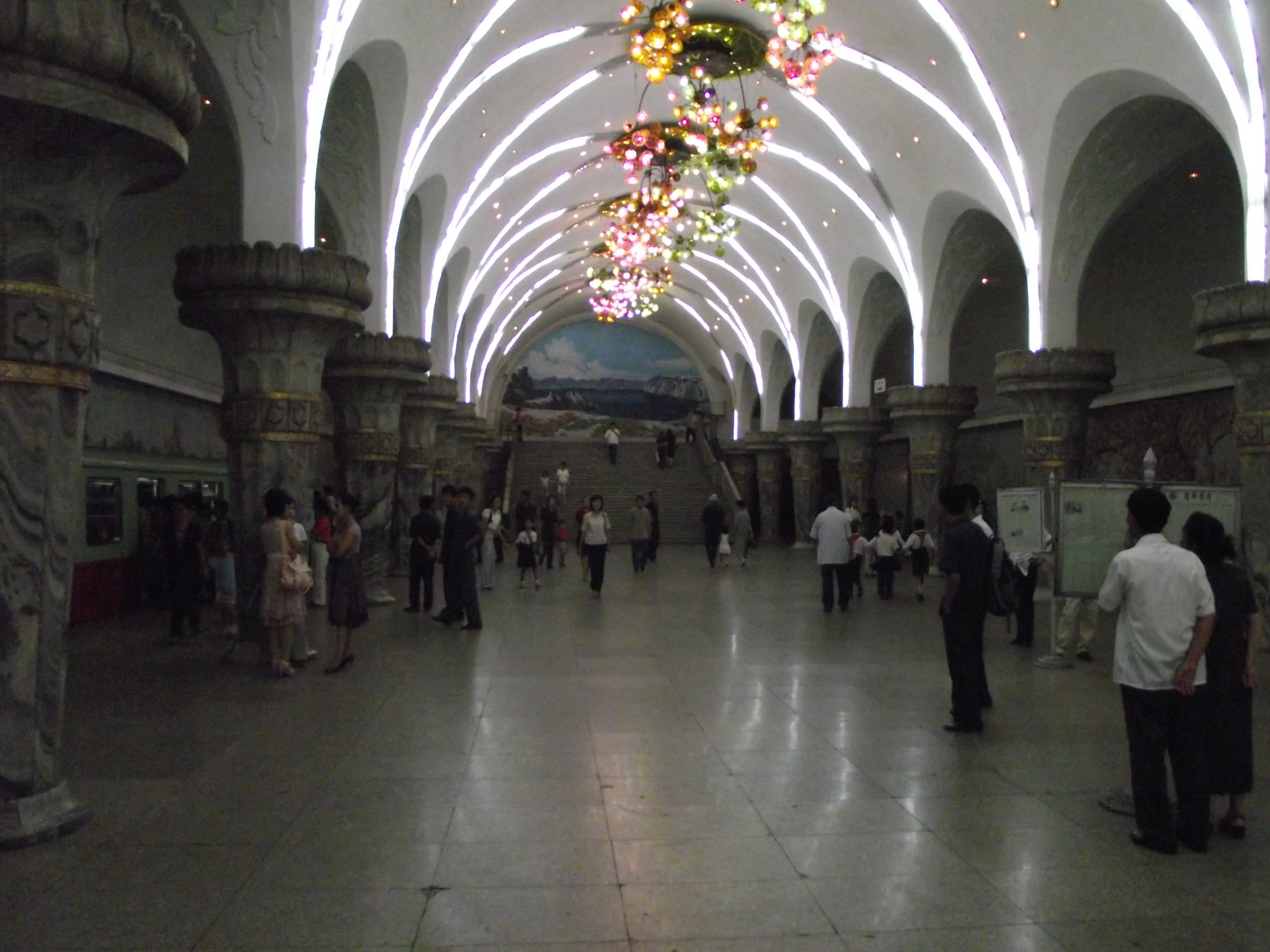
Станция

Вокзал отличается великолепным дизайном интерьера, состоящим из мрамора, люстр и фресок. За железнодорожными путями находятся две настенные мозаики, каждая длиной 80 метров 
В начале станции еще одна мозаика высотой 17 × 7,7 метра изображает гору Пэктусан.
Лампы и световые инсталляции на станции отсылают к фейерверкам и летающим конфетти на праздновании победы в конце Корейской войны.

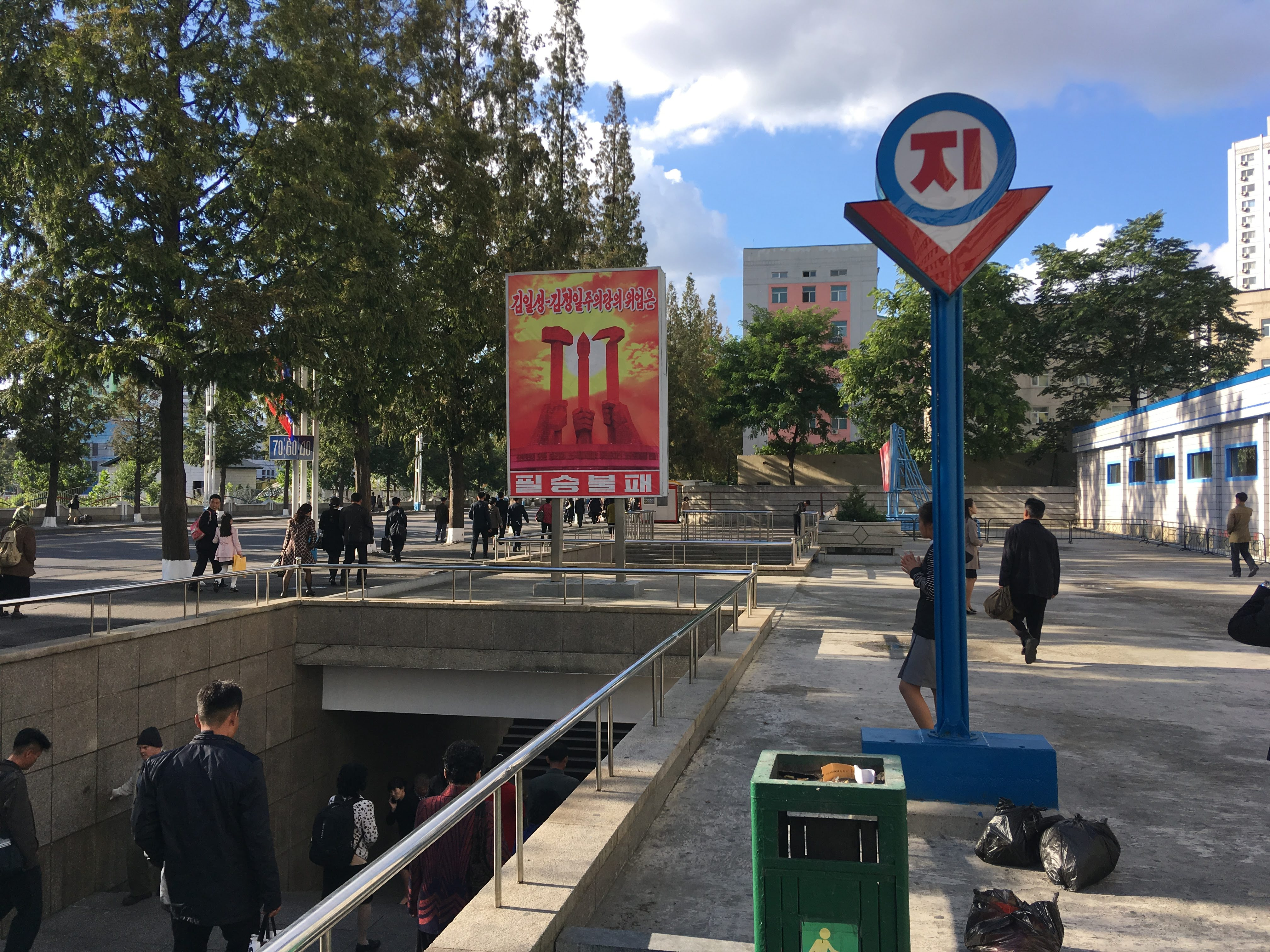
Вход в Станцию

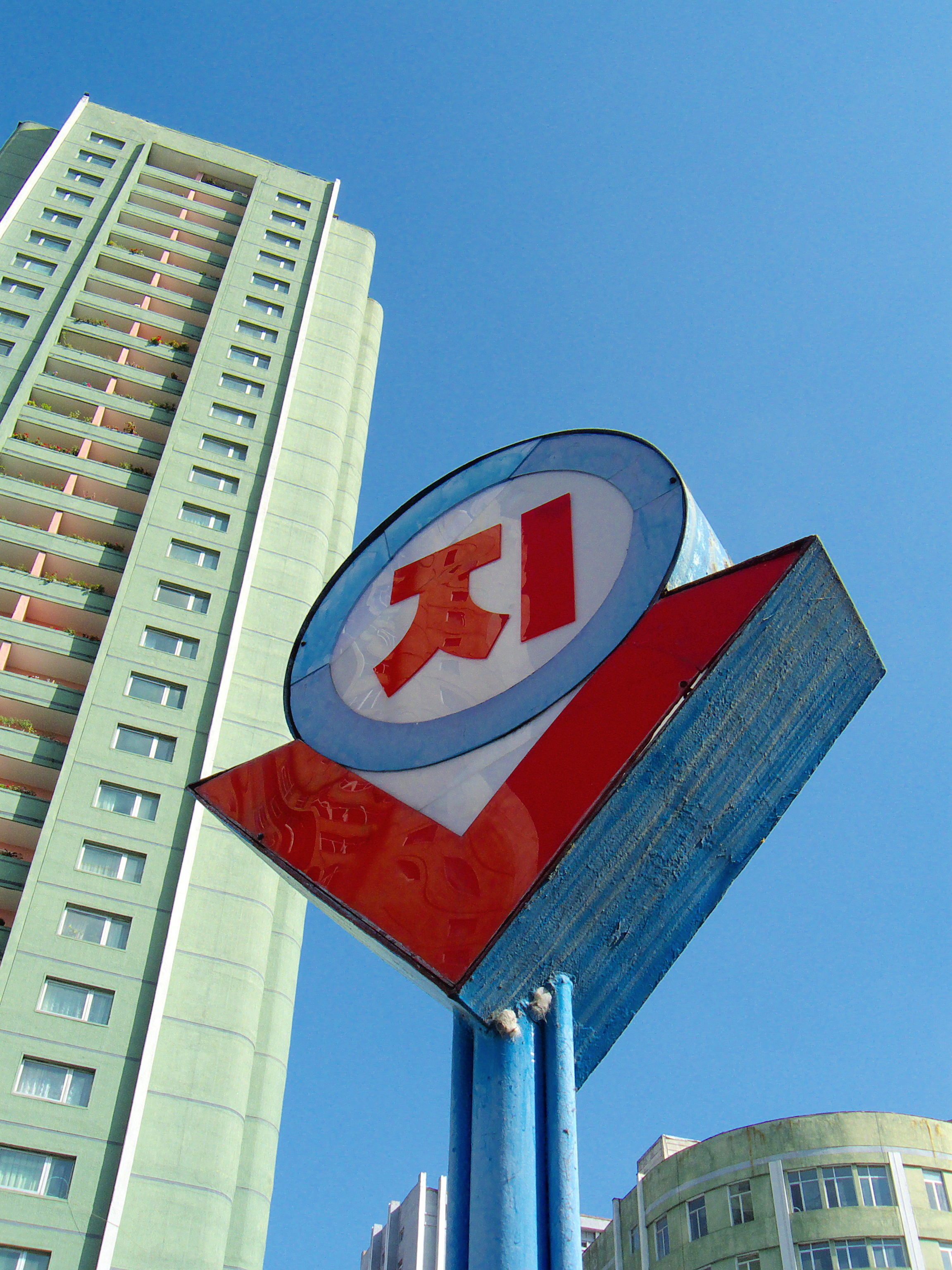
Символ пхеньянского метрополитена

«Ёнгван» — колонная трёхсводчатая станция глубокого заложения. Имеется два вестибюля:
Восточный вестибюль находится в квартале Тонхын (кор. 동흥동) округа Чунгу (кор. 중). Рядом с вестибюлем располагаются железнодорожная станция «Пхеньян» и здание министерства автомобильного и водного транспорта.
Западный вестибюль находится в квартале Поннам (кор. 봉남동) округа Пхёнчхон (кор. 평천). Вблизи с вестибюлем расположен Пхеньянский университет коммунизма.
Иностранным туристам обычно показывают только две станции метро — «Ёнгван» и «Пухын», их посещение входит в стандартную экскурсионную программу в Пхеньяне. Увидеть остальные станции удаётся немногим иностранцам.